# Socket F
Il Socket F (chiamato anche Socket 1207) è un socket introdotto da AMD nel 2006. Attualmente è stato superato nel settore dei server entry level dal più moderno Socket C32, mentre per quel che riguarda i server di alta gamma, il suo successore è il Socket G34. il Socket utilizza un'interfaccia Land Grid Array (LGA) del tutto analoga ai Socket 775 e 771 di Intel in cui i pin di contatto si trovano direttamente sul socket e non più sul processore.

## Specifiche Tecniche
Il socket è composto di 1207 piedini posti ad una distanza di 1,1 millimetri l'uno dall'altro.
Questo zoccolo è stato concepito come la controparte server del comune socket AM2 utilizzato in ambito desktop.
Tutte le revisioni del socket, fatta eccezione per la Fr3, utilizzano memorie registered DDR2.

### Revisioni del Socket
- Socket Fr2
  - Tre Link HyperTransport 2.x ad 1 GHz
- Socket Fr3
  - Tre Link HyperTransport 2.x ad 1 GHz, utilizzare memorie DDR2 SDRAM di tipo Unbuffered (versione speciale per Quad-FX)
- Socket Fr5
  - CPU: Tre link HyperTransport 3.x a 2.2 GHz
  - Schede Madri: Un link HyperTransport 3.x verso la CPU a 2.2 GHz, due link HT 2.x ad 1 GHz per le operazioni di I/O.
- Socket Fr6
  - Tre link HyperTransport 3.x a 2.4 GHz, supporto allo Snoop-Filter (HT-Assist)